# مركب وسطي

المركب الوسطي أو الناتج الوسطي في الكيمياء عبارة عن كيان جزيئي يتشكل من المواد المتفاعلة أثناء التفاعل الكيميائي لمرحلة معينة من الزمن، والتي غالباً ما تكون قصيرة جداً، ليتفاعل بعدها لاحقاً ليعطي الناتج المطلوب من التفاعل.
تتم أغلب التفاعلات الكيميائية، وخاصة العضوية منها بشكل تدريجي وفق آلية محددة ، تتشكل فبها مركبات وسطية - يمكن في بعض الأحيان عزلها. يكون الناتج الوسطي في مرحلة من مراحل التفاعل عبارة عن متفاعل لمرحلة لاحقة ، إلا في الخطوة النهائية من التفاعل حيث يتشكل الناتج النهائي.
تكون المركبات الوسطية النشيطة كيميائياً ذات عمر قصير ويصعب عزلها، وبالتالي لا يبقى لها أي أثر في مزيج التفاعل.
يتم التمثيل الغذائي على مراحل فهو مثال على إنتاج عدة مركبات وسطية متعاقبة.

## مثال
لنفترض وجود التفاعل المرحلي التالي:
A + B → C + D
يتضمن التفاعل وجود مرحلتين أوليتين:
*A + B → X
X* → C + D
يرمز للنوع الكيميائي *X باسم المركب الوسطي (أو الناتج الوسطي).

## اقرأ أيضاً
- تفاعل كيميائي
- آلية تفاعل
- مركب وسطي نشيط
- مركب وسطي أيضي
- مسار فوسفات البنتوز